# Michel Abt
Michel Abt (* 25. Juli 1990 in Heidelberg) ist ein deutscher Handballtrainer und ehemaliger Handballspieler im Rückraum. Ab der Saison 2025/26 ist er Co-Trainer bei den Rhein-Neckar Löwen, für die er auch überwiegend als Aktiver spielte.

## Karriere

### Als Spieler
Michel Abt begann in seiner Kindheit bei den Minis des TV Forst mit dem Handball. Anfangs spielte er auch erfolgreich Tennis, konzentrierte sich aber im Alter von 15 Jahren auf den Mannschaftssport Handball. 2004 wechselte er zur SG Kronau/Östringen (später Rhein-Neckar Löwen). Mit der U17 (B-Jugend) wurde er in der Saison 2006/07 Baden-Württembergischer und Süddeutscher Meister und erreichte bei der Deutschen B-Jugend-Meisterschaft den dritten Platz. Seinen größten Erfolg bei den Junglöwen erreichte Abt in der Saison 2007/08 mit der U19 (A-Jugend), die in dieser Saison nach der Baden-Württembergischen und Süddeutschen Meisterschaft erstmals auch Deutscher Meister wurde. In der folgenden Saison konnte die Baden-Württembergische Meisterschaft verteidigt werden, in der Deutschen Meisterschaft erreichte die U19 den vierten Platz. Ab Mai 2008 absolvierte Abt neun Spiele in der U18-Nationalmannschaft und wurde mit dem Team in Tschechien U18-Europameister.
Zu Beginn seiner Karriere wurde Michel Abt flexibel am Kreis oder auf seiner späteren Stammposition Rückraum Links/Mitte eingesetzt, in der Jugend auch auf Linksaußen und sogar mal im Tor. In den Saisons 2008/09 bis 2015/16 erhielt er seine Spielzeit im Männerbereich überwiegend in der zweiten Mannschaft der Rhein-Neckar Löwen in der 3. Liga. Ab der Saison 2010/11 stand er als Perspektivspieler zudem im Kader der ersten Mannschaft. Dies ermöglichte ihm eine regelmäßige Teilnahme am Training der Profis und sporadische Einsätze in der Bundesliga, im DHB-Pokal und in den europäischen Wettbewerben. Somit war er auch an dem Gewinn des EHF-Pokals 2013 und den beiden Deutschen Meisterschaften 2016 und 2017 beteiligt. Zur Saison 2016/17 wechselte Michel Abt komplett in den Profikader. Im Januar 2017 zog er sich beim Trainingsauftakt nach der Winterpause einen Knorpelschaden im rechten Knie zu, infolgedessen Abt nach der Saison 2016/17 seine Karriere als Spieler beendete. 

### Als Trainer
Im Sommer 2017 übernahm Michel Abt das Traineramt der zweiten Mannschaft der Löwen, die er bis zum Saisonende 2021/22 betreute. Im März 2018 kam es zu einem Kuriosum. Das Bundesligaspiel beim THW Kiel und das Achtelfinale der Champions-League wurden auf denselben Tag terminiert und keiner der Verbände war zu einer Verschiebung bereit. Daher trat die zweite Mannschaft mit Trainer Abt in der Champions-League gegen PGE Vive Kielce in Polen an. Nach einem dritten Platz in der ersten Saison unter Abt wurden die Junglöwen in der Saison 2018/19 Vizemeister. Den beiden durch die COVID-19-Pandemie beeinträchtigten Saisons folgte in der Saison 2021/22 der bisher größte Erfolg der Rhein-Neckar Löwen II mit dem Gewinn des Meistertitels der Staffel F. Ab August 2019 war Abt auch im erweiterten Trainerstab der Bundesligamannschaft für die Videoanalyse der Spiele zuständig und coachte die Profis bei einem Spiel im EHF-Pokal in Cuenca als Cheftrainer.
Ende Mai 2022 übernahm er den abstiegsbedrohten Zweitligisten Eulen Ludwigshafen, holte fünf von acht möglichen Punkten und schaffte mit dem Team den Klassenerhalt. Nach der Saison 2022/23 löste er seinen Vertrag mit den Eulen Ludwigshafen auf.
Nach einer zweijährigen Pause kehrte er ab Juli 2025 als Co-Trainer neben Maik Machulla zu den Rhein-Neckar Löwen zurück. Zu seinen Aufgaben wird auch die enge Kommunikation mit den Trainern der Junglöwen gehören, mit dem Ziel weitere Junglöwen in den Profikader zu integrieren.

## Privates
Michel Abt startete nach seinem Abitur ein Lehramtsstudium im Fach Sport in Karlsruhe, welches er phasenweise gegenüber der Handballkarriere priorisierte. In den letzten Jahren arbeitete er als Lehrer für Sport und Geografie am Leibniz-Gymnasium Östringen. Sein älterer Bruder Hannes Abt spielte auch einige Jahre Handball, ebenfalls teilweise bei der SG Kronau/Östringen.